# 图瓦人
图瓦人，為突厥語民族之一，清朝时被称作阿爾泰淖尔乌梁海或唐努乌梁海，该地区现归属于俄罗斯联邦的图瓦共和国。现代图瓦民族的主要聚居地也在俄罗斯的图瓦共和国。亦有少量族群分布于中华人民共和国新疆维吾尔自治区北部喀纳斯湖区域（禾木哈纳斯蒙古族乡）与蒙古国。中國的圖瓦人是中國未識別民族，被官方登記為蒙古族。他们是半游牧民族（养山羊、绵羊、牛、牦牛、驯鹿、雙峰駱駝），住桦树木屋（早期从事渔猎，风俗有滑雪以及乘木马驰冰上），多与同族结婚。

## 族源與歷史
匈奴統治漠北時期，該地已有人居住。圖瓦人的先世是铁勒的都波部（生活在東萨彥嶺）。
图瓦人在突厥汗國時代被征服，成為「木馬突厥」之一，称为「都播」，记录古代蒙古語的惠斯陶勒盖碑文记载了當時都播人擁有自己的可汗。唐朝统治漠北时期和回鹘汗国時代，有部分回紇人被派到這裡，因此圖瓦人也有回紇人的部落。另外二支是彌列哥（蔑兒乞）、餓支。《新唐書》裡把他們算成回鶻的一個部族。后被叶尼塞吉尔吉斯人统治。
大蒙古國時代，成吉思汗派其長子術赤帶領右翼軍去征服「林中百姓」，《蒙古秘史》中有一禿麻部，可能也是圖瓦人前身。圖瓦人在元朝叫「圖巴」或「秃巴思」，在元朝階級制度中屬於色目人。在明代他们是喀爾喀和托輝特部阿拉坦汗的臣民，生活在薩彥嶺至阿爾泰山一帶。蒙古人曾统治过他们，他們在文化、服饰、生活习惯上蒙古化，泛稱為乌梁海。清朝時，他們居住的地方被稱為唐努烏梁海，19世纪末該地曾有反抗封建蒙古王公的「六十英雄起义」。
一些人認為圖瓦是一个由突厥過渡到蒙古的過渡民族。當時圖瓦人有三支，其中一支是人數極少的圖法拉爾人，有数百人分布在伊尔库茨克州，他們的語言有古都波語的特色。消亡了的南萨莫耶德人，包括马托尔人、科伊巴尔人、卡马辛人、卡拉加斯人等被东部图瓦人同化成为托德金、托法拉尔、索尤特、图哈等部落。图瓦人的伊尔吉特部也被认为是萨莫耶德人的后裔。

## 地理分布
現代圖瓦人分為兩大類：中央圖瓦人和托贾图瓦人（Тувинцы-тоджинцы）。 後者住在图瓦共和国的托贾区，約佔所有圖瓦人的5%。同時，在布里亞特共和國和伊爾庫茨克州也有少數和現代圖瓦人擁有相近語言的民族，他們被稱為索尤特人 (Сойот) 和托法人 (Тофа)。

## 語言
图瓦人的母语为图瓦语，属于突厥语系西伯利亚语支。居住于俄罗斯的图瓦居民使用母语范围较广，形成了用斯拉夫字母拼写的书面图瓦语，且多兼通俄语。居住于中国的图瓦居民使用母语范围相对较窄，仅用于口语，尚无文字，居民多兼通漢語、哈萨克语、蒙古语。

## 宗教
不同于其他突厥語民族，图瓦人的宗教信仰多为藏传佛教。其次是萨满教。也有极少数图瓦人信奉伊斯兰教，比如哈萨克斯坦运动员努里斯兰·萨纳耶夫。

## 文化

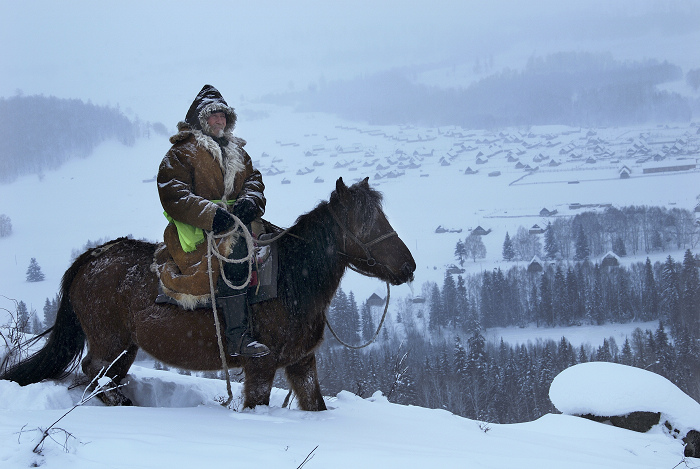
马上的图瓦人

图瓦人的文化特色较鲜明地表现在音乐上，他们拥有世界其他民族少见的“呼麦唱法”，即利用喉头压力产生不同频率的泛音，使得一人能够同时演唱多个声部。图瓦的呼麦歌唱家中，在世界范围内享有盛名的有：恒哈图乐队、女歌唱家珊蔻·娜赤娅克。圖瓦人是呼麥唱法的原創，隨後被其他民族學習。图瓦族分为两种类型，一种是山地、平原的畜牧业者（西部图瓦人）和高山森林中的狩鹿者（东部图瓦人）。他们按以前传统的方式生活：贩盐、游牧。